# GeoEye
GeoEye (précédemment Orbital Imaging Corporation ou Orbimage) était une société commerciale d'imagerie satellite basée à Dulles en Virginie. C'était la plus grande société dans ce domaine avant son rachat en 2013.
La société a été fondée en 1992 comme une filiale d'Orbital Sciences Corporation, ses principaux concurrents sont DigitalGlobe et Airbus DS Geo. Depuis 2001, son directeur est l'ancien général et ancien astronaute James A. Abrahamson (en).
GeoEye a été racheté par DigitalGlobe en janvier 2013.

## Satellites
- Ikonos
- OrbView-2 a été lancé le 1er août 1997
- OrbView-3 (en) a été lancé le 26 juin 2003
- OrbView-4 a été lancé le 21 septembre 2001 mais le lancement a été un échec
- GeoEye-1 (en) (ex OrbView-5) a été lancé le 6 septembre 2008 par une fusée Delta II de la base Vandenberg Air Force Base en Californie.
- GeoEye-2 (en) a été lancé le 11 novembre 2016.

GeoEye-1, au moment de son lancement, était le satellite commercial (hors usage militaire) ayant la plus haute résolution (détails de 41 cm). La société Google a apposé son logo sur la fusée, et a acquis les droits de l'utilisation des données pour alimenter en particulier Google Earth et Google Maps. GeoEye-2 devrait avoir une plus grande résolution (détails de 34 cm).